# Bodilprisen for bedste danske film
Bodilprisen for bedste danske film er en filmpris ved den årlige Bodilprisuddeling, som uddeles af foreningen Danske Filmkritikere og som har til formål at hylde den bedste danske film i det forgangne år. Prisen blev uddelt for første gang i 1948 ved den første Bodiluddeling. Som med de øvrige priser ved Bodiluddelingen er dommerkomitéen ikke pålagt at skulle uddele prisen, såfremt der ikke kan findes nogen værdige kandidater, hvilket kun er sket én gang i uddelingen historie, som var i 1974. Én film udpeges som vinder, og kun én enkelt gang i historien er to film blevet kåret som vindere, da dommerkomitéen i 1955 valgte at lade både Ordet af Carl Th. Dreyer og Der kom en dag af Sven Methling modtage prisen for bedste danske film.
Lars von Trier holder rekorden for flest nomineringer og priser i kategorien med i alt syv vundne priser (1985, 1992, 1995, 1997, 2004, 2010 og 2012), og er efterfulgt af Nils Malmros (1975, 1977, 1984 og 1993) og Lau Lauritzen Jr (1949, 1951, 1952, 1954), der begge har modtaget prisen for bedste danske film fire gange. Tre af Lau Lauritzen Jr.s priser er dog modtaget sammen med Bodil Ipsen, som var med-instruktør.

## 1940'erne
| År   | Skuespiller                 | Film                             |
| ---- | --------------------------- | -------------------------------- |
| 1948 | Soldaten og Jenny           | Johan Jacobsen                   |
| 1949 | Støt står den danske sømand | Bodil Ipsen og Lau Lauritzen Jr. |

## 1950'erne
| År   | Film                    | Instruktør                               |
| ---- | ----------------------- | ---------------------------------------- |
| 1950 | Susanne                 | Torben Anton Svendsen                    |
| 1951 | Café Paradis            | Bodil Ipsen og Lau Lauritzen Jr.         |
| 1952 | Det sande ansigt        | Bodil Ipsen og Lau Lauritzen Jr.         |
| 1953 | Adam og Eva             | Erik Balling                             |
| 1954 | Farlig ungdom           | Lau Lauritzen Jr.                        |
| 1955 | Ordet og Der kom en dag | Carl Th. Dreyer og Sven Methling         |
| 1956 | På tro og love          | Torben Anton Svendsen                    |
| 1957 | Ingen tid til kærtegn   | Annelise Hovmand                         |
| 1958 | Bundfald                | Palle Kjærulff-Schmidt og Robert Saaskin |
| 1959 | En fremmed banker på    | Johan Jacobsen                           |

## 1960'erne
| År   | Film                                          | Instruktør                       |
| ---- | --------------------------------------------- | -------------------------------- |
| 1960 | Vi er allesammen tossede                      | Sven Methling                    |
| 1961 | Den sidste vinter                             | Edvin Tiemroth og Anker Sørensen |
| 1962 | Harry og kammertjeneren                       | Bent Christensen                 |
| 1963 | Weekend                                       | Palle Kjærulff-Schmidt           |
| 1964 | Gaden uden ende                               | Mogens Vemmer                    |
| 1965 | Gertrud                                       | Carl Th. Dreyer                  |
| 1966 | Slå først, Frede                              | Erik Balling                     |
| 1967 | Sult                                          | Henning Carlsen                  |
| 1968 | Mennesker mødes og sød musik opstår i hjertet | Henning Carlsen                  |
| 1969 | Balladen om Carl-Henning                      | Lene og Sven Grønlykke           |

## 1970'erne
| År   | Film                      | Instruktør                            |
| ---- | ------------------------- | ------------------------------------- |
| 1970 | Midt i en jazztid         | Knud Leif Thomsen                     |
| 1971 | Ang.: Lone                | Franz Ernst                           |
| 1972 | Den forsvundne fuldmægtig | Gert Fredholm                         |
| 1973 | Flugten                   | Hans Kristensen                       |
| 1974 |                           |                                       |
| 1975 | Lars-Ole 5.c              | Nils Malmros                          |
| 1976 | Den korte sommer          | Edward Fleming                        |
| 1977 | Drenge                    | Nils Malmros                          |
| 1978 | Mig og Charly             | Morten Arnfred og Henning Kristiansen |
| 1979 | Honning Måne              | Bille August                          |

## 1980'erne
| År   | Film                  | Instruktør           |
| ---- | --------------------- | -------------------- |
| 1980 | Johnny Larsen         | Morten Arnfred       |
| 1981 | Jeppe på bjerget      | Kaspar Rostrup       |
| 1982 | Gummi-Tarzan          | Søren Kragh-Jacobsen |
| 1983 | Der er et yndigt land | Morten Arnfred       |
| 1984 | Skønheden og udyret   | Nils Malmros         |
| 1985 | Forbrydelsens element | Lars von Trier       |
| 1986 | Manden i månen        | Erik Clausen         |
| 1987 | Flamberede hjerter    | Helle Ryslinge       |
| 1988 | Pelle Erobreren       | Bille August         |
| 1989 | Skyggen af Emma       | Søren Kragh-Jacobsen |

## 1990'erne
| År   | Film                 | Instruktør        |
| ---- | -------------------- | ----------------- |
| 1990 | Dansen med Regitze   | Kaspar Rostrup    |
| 1991 | Lad isbjørnene danse | Birger Larsen     |
| 1992 | Europa               | Lars von Trier    |
| 1993 | Kærlighedens smerte  | Nils Malmros      |
| 1994 | De frigjorte         | Erik Clausen      |
| 1995 | Riget                | Lars von Trier    |
| 1996 | Menneskedyret        | Carsten Rudolf    |
| 1997 | Breaking the Waves   | Lars von Trier    |
| 1998 | Let's Get Lost       | Jonas Elmer       |
| 1999 | Festen               | Thomas Vinterberg |

## 2000'erne
| År   | Film                   | Instruktør                   |
| ---- | ---------------------- | ---------------------------- |
| 2000 | Den eneste ene         | Susanne Bier                 |
| 2001 | Bænken                 | Per Fly                      |
| 2002 | En kærlighedshistorie  | Ole Christian Madsen         |
| 2003 | Elsker dig for evigt   | Susanne Bier                 |
| 2004 | Dogville               | Lars von Trier               |
| 2005 | Kongekabale            | Nikolaj Arcel                |
| 2006 | Drabet                 | Per Fly                      |
| 2007 | En Soap                | Pernille Fischer Christensen |
| 2008 | Kunsten at græde i kor | Peter Schønau Fog            |
| 2009 | Frygtelig lykkelig     | Henrik Ruben Genz            |

## 2010'erne
| År                      | Titel                                       | Instruktør |
| ----------------------- | ------------------------------------------- | ---------- |
| 2010                    |                                             |            |
| Antichrist              | Lars von Trier                              |            |
| Applaus                 | Martin Zandvliet                            |            |
| Headhunter              | Rumle Hammerich                             |            |
| Kærestesorger           | Nils Malmros                                |            |
| Oldboys                 | Nikolaj Steen                               |            |
| 2011                    |                                             |            |
| R                       | Tobias Lindholm og Michael Noer             |            |
| Hævnen                  | Susanne Bier                                |            |
| Klovn                   | Ole Christian Madsen                        |            |
| Sandheden om mænd       | Nikolaj Arcel                               |            |
| Submarino               | Thomas Vinterberg                           |            |
| 2012                    |                                             |            |
| Melancholia             | Lars von Trier                              |            |
| En familie              | Pernille Fischer Christensen                |            |
| Superclásico            | Ole Christian Madsen                        |            |
| Frit fald               | Heidi Maria Faisst                          |            |
| Dirch                   | Martin Zandvliet                            |            |
| 2013                    |                                             |            |
| Kapringen               | Tobias Lindholm                             |            |
| 10 timer til Paradis    | Mads Matthiesen                             |            |
| En kongelig affære      | Nikolaj Arcel                               |            |
| Undskyld jeg forstyrrer | Henrik Ruben Genz                           |            |
| You & Me Forever        | Kasper Munk                                 |            |
| 2014                    |                                             |            |
| Jagten                  | Thomas Vinterberg                           |            |
| Kvinden i buret         | Mikkel Nørgaard                             |            |
| Nordvest                | Michael Noer                                |            |
| Nymphomaniac            | Lars von Trier                              |            |
| Sorg og glæde           | Nils Malmros                                |            |
| 2015                    |                                             |            |
| Stille hjerte           | Bille August                                |            |
| Når dyrene drømmer      | Jonas Alexander Arnby                       |            |
| Klumpfisken             | Søren Balle                                 |            |
| All Inclusive           | Hella Joof                                  |            |
| Kapgang                 | Niels Arden Oplev                           |            |
| 2016                    |                                             |            |
| Under sandet            | Martin Zandvliet                            |            |
| Idealisten              | Christina Rosendahl                         |            |
| Bridegend               | Jeppe Rønde                                 |            |
| Krigen                  | Tobias Lindholm                             |            |
| Sommeren ’92            | Kasper Barfoed                              |            |
| 2017                    |                                             |            |
| I blodet                | Rasmus Heisterberg                          |            |
| Kollektivet             | Thomas Vinterberg                           |            |
| Forældre                | Christian Tafdrup                           |            |
| Shelley                 | Ali Abbasi                                  |            |
| The Neon Demon          | Nicolas Winding Refn                        |            |
| 2018                    |                                             |            |
| Vinterbrødre            | Hlynur Pálmason                             |            |
| En frygtelig kvinde     | Christian Tafdrup                           |            |
| Mens vi lever           | Mehdi Avaz                                  |            |
| Team Hurricane          | Annika Berg                                 |            |
| Underverden             | Fenar Ahmad                                 |            |
| 2019                    |                                             |            |
| Holiday                 | Isabella Eklöf                              |            |
| Den skyldige            | Gustav Möller                               |            |
| Den tid på året         | Paprika Steen                               |            |
| Ditte & Louise          | Niclas Bendixen                             |            |
| Ternet Ninja            | Anders Matthesen & Thorbjørn Christoffersen |            |

## 2020'erne
| År                         | Titel                                        | Instruktør |
| -------------------------- | -------------------------------------------- | ---------- |
| 2020                       |                                              |            |
| Dronningen                 | May el-Toukhy                                |            |
| Cutterhead                 | Rasmus Kloster Bro                           |            |
| De frivillige              | Frederikke Aspöck                            |            |
| Før frosten                | Michael Noer                                 |            |
| Onkel                      | René Frelle Petersen                         |            |
| 2021                       |                                              |            |
| Druk                       | Thomas Vinterberg                            |            |
| En helt almindelig familie | Malou Reymann                                |            |
| Retfærdighedens ryttere    | Anders Thomas Jensen                         |            |
| Shorta                     | Anders Ølholm og Frederik Louis Hviid        |            |
| Vores mand i Amerika       | Christina Rosendahl                          |            |
| 2022                       |                                              |            |
| Hvor kragerne vender       | Lisa Jespersen                               |            |
| Margrete den Første        | Charlotte Sieling                            |            |
| Smagen af sult             | Christoffer Boe                              |            |
| Ternet Ninja 2             | Anders Matthesen og Thorbjørn Christoffersen |            |
| Venuseffekten              | Anna Emma Haudal Nielsen                     |            |
| 2023                       |                                              |            |
| Resten af livet            | Frelle Petersen                              |            |
| Du som er i himlen         | Tea Lindeburg                                |            |
| Holy Spider                | Ali Abbasi                                   |            |
| Speak No Evil              | Christian Tafdrup                            |            |
| Vanskabte land             | Hlynur Pálmason                              |            |
| 2024                       |                                              |            |
| Bastarden                  | Nikolaj Arcel                                |            |
| Den store stilhed          | Katrine Brocks                               |            |
| Toves værelse              | Martin Pieter Zandvliet                      |            |
| Ustyrlig                   | Malou Reymann                                |            |
| Viften                     | Frederikke Aspöck                            |            |
| 2025                       |                                              |            |
| Vejen hjem                 | Charlotte Sieling                            |            |
| Birthday Girl              | Michael Noer                                 |            |
| Fuld af kærlighed          | Christina Rosendahl                          |            |
| Kalak                      | Isabella Eklöft                              |            |
| Vogter                     | Gustav Møller                                |            |

## Oversigt
| Instruktør        | Antal nomineringer | Antal vundne |
| ----------------- | ------------------ | ------------ |
| Lars von Trier    | 8                  | 7            |
| Nils Malmros      | 6                  | 4            |
| Lau Lauritzen Jr  | 4                  | 4            |
| Thomas Vinterberg | 5                  | 3            |
| Bodil Ipsen       | 3                  | 3            |
| Susanne Bier      | 3                  | 2            |
| Bille August      | 3                  | 2            |
| Erik Balling      | 2                  | 2            |
| Per Fly           | 2                  | 2            |
| Nikolaj Arcel     | 4                  | 2            |